# Lợn Lacombe
Lợn Lacombe là giống lợn nhà có nguồn gốc từ Canada. Đặt tên theo Trung tâm nghiên cứu Lacombe ở Lacombe, Alberta, giống này là chủng gia súc đầu tiên được phát triển tại quốc gia này.

## Ngoại hình
Lợn Lacombe có ngoại hình là một giống lợn trắng, với một tính khí ngoan ngoãn. Loài này có đôi tai to, rủ, dài, chân ngắn và thân hình khá nhiều thịt. Loài này đã được lựa chọn đặc biệt và ghi nhận cho sự nhanh chóng của nó trong việc tăng trọng nhanh và dễ sai khiến, đặc biệt là lợn nái. Nhiều sự chú ý đã hướng đến kích thước lứa đẻ, trọng lượng lợn con cai sữa, tốc độ tăng trưởng, hiệu quả của việc chuyển đổi thức ăn, chất lượng thân thịt và thân thể tráng kiện.

## Lịch sử
Sự phát triển của giống này bắt đầu vào năm 1947 với sự lai tạo của lợn nái Berkshire với lợn đực Lợn Landrace Đan Mạch và tổ tiên giống lợn Trắng Chester. Mục đích là để sản sinh một giống lợn thích hợp để lai với Lợn Yorkshire, giống lợn thống trị ở Canada vào thời điểm đó. Lợn Lacombe cuối cùng đã được công bố cho các nhà sản xuất thịt lợn vào năm 1957 và nhanh chóng trở thành một giống phổ biến ở Canada. Giống Lacombe là giống lợn thứ năm ở Canada; 1.743 con lợn giống này đã được đăng ký vào năm 1981, trong đó có 648 lợn đực và 1.095 con cái.